# Cadence rampa
Cadence (rampa),  Frans-Creools: kadans (ranpa) is een dansmuziek en moderne merengue die haar populariteit kent in het Caribisch gebied.  Sinds het begin jaren 1960 werd deze muziek gepopulariseerd door de Haïtiaanse saxofonist Webert Sicot. Cadence rampa staat aan de basis van het genre cadence-lypso.